# Cristo Redentor de Valparaíso
El Cristo Redentor es un monumento ubicado en la calle Rudolph del cerro Bellavista en Valparaíso. 

## Historia
La obra, hecha en hierro fundido en los años 1902-1903, fue inaugurada el 16 de enero de 1904 en terrenos pertenecientes al Obispado de Valparaíso con la finalidad de invocar la protección de la ciudad y de los navegantes que llegan a sus costas. Se atribuye principalmente a Eduardo Provasoli (o Provoste), aunque su autor podría haber sido también el arquitecto e ingeniero civil inglés Richard Gibbons.
Al costado de la obra se encuentran las figuras de los pontífices Pío IX —quien siendo todavía María Mastai Ferreti estuvo en Chile entre 1823 y 1825 como secretario de la primera misión diplomática que la Santa Sede envió a Hispanoamérica a petición de las autoridades chilenas— y León XIII, papa que reinaba al comienzo de la construcción del monumento.
El conjunto está formado por un pedestal de seis metros de altura, bloque cilíndrico con cornisas y puerta central, sobre el que asienta la figura fundida en hierro del Cristo. En la base se distribuyen las esculturas de León XIII, un ángel en el centro y Pío IX, que desde abajo, desde la calle Aldunate, no se ven. En un principio las figuras estuvieron bronceadas, pero después el conjunto fue pintado en blanco y azul.

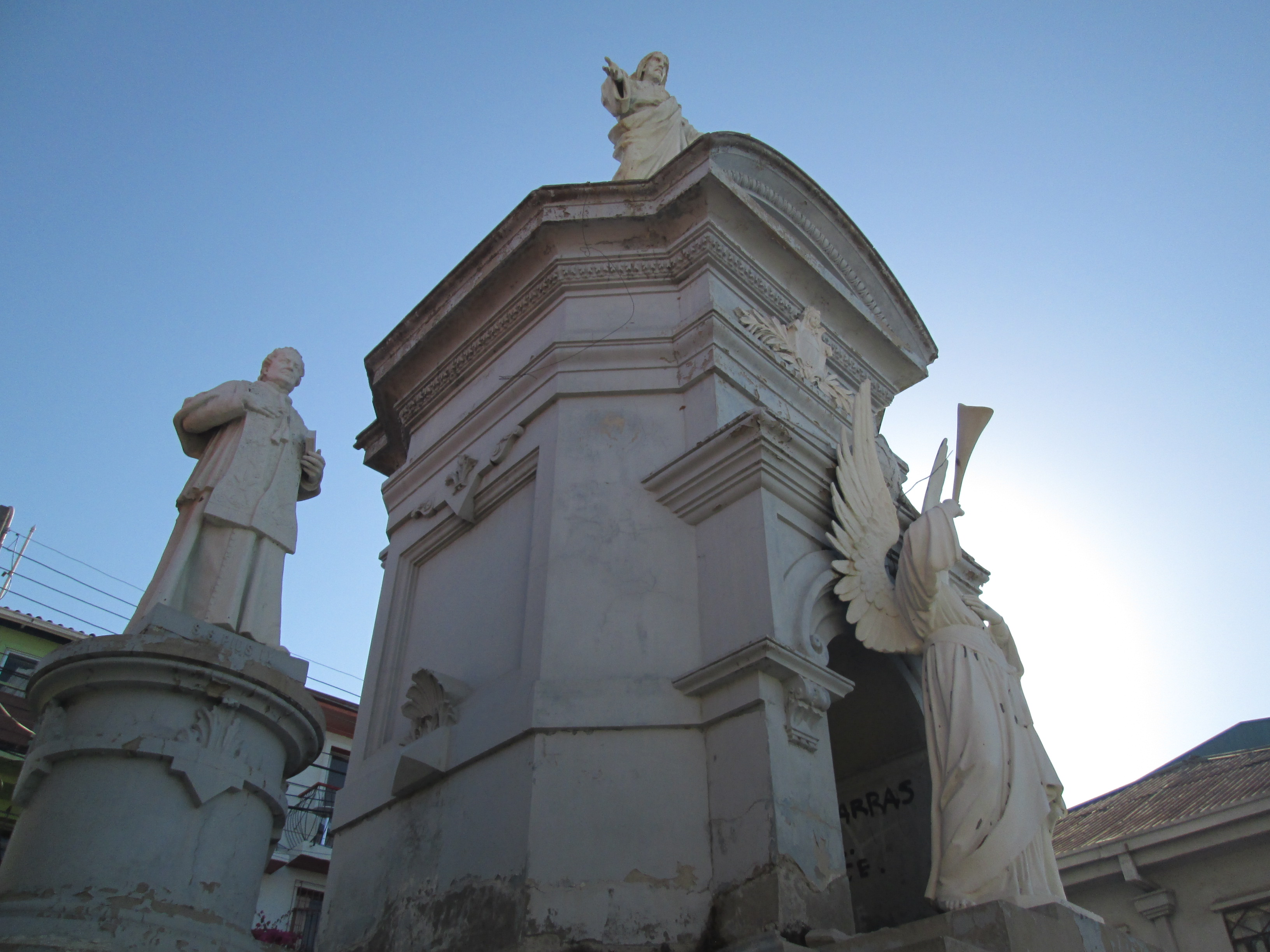
Conjunto del Cristo Redentor